# Antrocephalus nigripes
Antrocephalus nigripes är en stekelart som först beskrevs av Girault 1913.  Antrocephalus nigripes ingår i släktet Antrocephalus och familjen bredlårsteklar. Inga underarter finns listade i Catalogue of Life.